# Villasrubias
Villasrubias – gmina w Hiszpanii, w prowincji Salamanka, w Kastylii i León, o powierzchni 39,5 km². W 2011 roku gmina liczyła 227 mieszkańców.